# رحلات مع عمتي (فلم)
رحلات مع عمتي (بالإنجليزية: Travels with My Aunt) فيلم كوميدي أمريكي صدر عام 1972، من إخراج جورج كوكور، والسيناريو من تأليف جاي براسون آلان و هيو ويلر، وهو مقتبس من رواية بنفس الاسم للروائي غراهام غرين.

## روابط خارجية
- مقالات تستعمل روابط فنية بلا صلة مع ويكي بيانات